# Нельсон, Крэйг
Крэйг Теодо́р Не́льсон (англ. Craig Theodore Nelson; род. 4 апреля 1944, Спокан, Вашингтон, США) — американский актёр. Нельсон наиболее известен по главной роли в ситкоме «Тренер», который транслировался на протяжении девяти сезонов, с 1989 по 1997 год. В 1992 году он выиграл премию «Эмми» за лучшую мужскую роль в комедийном телесериале, а также ещё дважды номинировался на «Эмми» и четырежды на «Золотой глобус» за свою роль в шоу.
Нельсон родился в Спокане, штат Вашингтон и дебютировал на телевидении в эпизоде ситкома «Шоу Мэри Тайлер Мур». Нельсон учился в Центральном Вашингтонском университете. На большом экране он появился в более тридцати кинофильмах, однако наиболее известен благодаря своей роли в фильме ужасов «Полтергейст» (1982) и его сиквеле «Полтергейст 2» (1986). Кроме этого, он озвучил главного героя анимационного фильма 2004 года «Суперсемейка» и сыграл роли второго плана в картинах «Рядовой Бенджамин», «Силквуд», «Только верные ходы», «Уикенд Остермана», «Поля смерти», «Джексон по кличке «Мотор»», «Рождённый четвёртого июля», «Тёрнер и Хуч», «Рота Беверли-Хиллз», «Призраки Миссисипи», «Адвокат дьявола», «Привет семье!», «Лезвия славы: Звездуны на льду» и «Предложение».
Нельсон сыграл главную роль в телесериале «Восточный парк», который транслировался на протяжении четырёх сезонов, с 2000 по 2004 год. Также в двухтысячных у него были второстепенные роли в телесериалах «Меня зовут Эрл», «C.S.I.: Место преступления Нью-Йорк» и «Детектив Монк». С 2010 по 2015 год Нельсон, вместе с Бонни Беделиа снимался в телесериале «Родители». В 2018 вернулся к озвучиванию мультфильму «Суперсемейка 2».

## Избранная фильмография
| Год         | Название                       | Название в оригинале          | Роль                       | Примечания                      |
| ----------- | ------------------------------ | ----------------------------- | -------------------------- | ------------------------------- |
| 1974        | Стояк Гордон                   | Flesh Gordon                  | монстр                     | озвучивание; в титрах не указан |
| 1979        | Правосудие для всех            | …And Justice for All          | Фрэнк Боверс               |                                 |
| 1980        | Формула                        | The Formula                   | геолог №2                  |                                 |
| 1980        | Там, где бродит бизон          | Where the Buffalo Roam        | полицейский на суде        |                                 |
| 1980        | Рядовой Бенджамин              | Private Benjamin              | капитан Уильям Вудбридж    |                                 |
| 1982        | Полтергейст                    | Poltergeist                   | Стив Фрилинг               |                                 |
| 1983        | Силквуд                        | Silkwood                      | Уинстон                    |                                 |
| 1983        | Все верные ходы                | All the Right Moves           | Берт Никерсон              |                                 |
| 1983        | Уикенд Остермана               | The Osterman Weekend          | Берни Остерман             |                                 |
| 1984        | Поля смерти                    | The Killing Fields            | майор Ривз, военный атташе |                                 |
| 1986        | Полтергейст 2                  | Poltergeist 2: The Other Side | Стив Фрилинг               |                                 |
| 1988        | Джексон по кличке «Мотор»      | Action Jackson                | Питер Энтони Делаплэйн     |                                 |
| 1989        | Рождённый четвёртого июля      | Born on the Fourth of July    | офицер морской пехоты      |                                 |
| 1989        | Тёрнер и Хуч                   | Turner & Hooch                | шеф полиции Говард Хайд    |                                 |
| 1989        | Рота Беверли-Хиллз             | Troop Beverly Hills           | Фредди Нефлер              |                                 |
| 1996        | Призраки Миссисипи             | Ghosts of Mississippi         | Эд Питерс                  |                                 |
| 1997        | Адвокат дьявола                | The Devil’s Advocate          | Александр Каллен           |                                 |
| 2000        | Черепа                         | The Skulls                    | Литтен Мандрейк            |                                 |
| 2005        | Привет семье!                  | The Family Stone              | Келли Стоун                |                                 |
| 2007        | Лезвия славы: Звездуны на льду | Blades of Glory               | тренер Даррен Годдард      |                                 |
| 2009        | Предложение                    | The Proposal                  | Джо Пэкстон                |                                 |
| 2010        | В компании мужчин              | The Company Men               | Джеймс Салинджер           |                                 |
| 2016        | Золото                         | Gold                          | отец Кенни Уэллса          |                                 |
| 2018        | Книжный клуб                   | Book Club                     | Брюс                       |                                 |
| 2019 - 2024 | Детство Шелдона                | Young Sheldon                 | Дейл Баллард               |                                 |